# Bobby Cruz
Robert Cruz Ramos (Hormigueros, 2 de febrero de 1937), más conocido como Bobby Cruz, es un cantante, compositor y pastor evangélico puertorriqueño. Junto con Ricardo Ray, son considerados como padres fundadores de la Salsa, cuya trayectoria les ha representado Discos de Oro, Discos de Platino, premios Grammy, Congos de oro, entre otros galardones recibidos a nivel mundial. En 2021, anunció que luego del último disco que se encuentra preparando, "se despediría de la salsa".

## Primeros años
Cruz nació en Hormigueros, Puerto Rico, y fue criado en el entorno humilde en la granja de su familia; su padre era un trabajador de los campos de caña de azúcar que llegó a ser líder de un sindicato de trabajadores. Cuando aún era niño, sus padres se mudaron a Nueva York, donde fue educado. Le gustaba cantar, y considera al Gran Combo emisor del estilo de música como el más influyente en su vida.

## Unión con Richie Ray
En Nueva York conoció en 1963 a su vecino Richie Ray, con quien conformó la orquesta “Richie Ray y Bobby Cruz”. En 1965 logran su primer éxito profesional: Comején.[cita requerida] La fuerza de este tema empezó en Nueva York y se extendió en América Latina. El público mostró gran aceptación por esa música alegre de una extraña combinación estilos.[cita requerida]
Entre 1965 y 1975, la vinculación de Richie Ray y Bobby Cruz se había convertido en uno de los dúos más populares de salsa en el mundo. Ray y Cruz tienen una considerable influencia en el mundo de la música latina y se les considera unos de los mejores intérpretes y exponentes de la salsa.[cita requerida]

## Discos de oro
Ray y Cruz ganaron un total de nueve discos de oro durante este período con éxitos como:
- "Agúzate"
- "A mi manera" (una versión en español de la canción "My Way" de Frank Sinatra);
- "Sonido Bestial"
- "Amparo Arrebato"
- "El Diferente"
- "Mi Bandera"

## Regreso a Puerto Rico
En 1970, Cruz y Ray abrieron un club nocturno en San Juan, Puerto Rico. Sin embargo, consideraron que la gestión del club requería mucho tiempo, ya que había otros compromisos que atender, por lo que decidieron venderlo. 
Además de los duetos, Cruz cantaba en solitario en 1972 cuando grabó "Bobby Cruz canta para ti", producido por Richie Ray. También llegó al primer lugar en la música latina con los gráficos de golpe "Ya ni te acuerdas".[cita requerida]
En 1974 ganaron el primer lugar en el Festival de Orquestas con la composición "La Zafra", cuya letra describe las luchas de los trabajadores de la caña de azúcar en el oeste de Puerto Rico y otros lugares. Más tarde ese año Cruz se convirtió en cristiano evangélico cuando Ray lo invitó a formar parte de la Iglesia Evangélica, Cruz inicialmente se negó a aceptar el cambio, sin embargo, dos meses más tarde él mismo se convirtió en un "seguidor de Jesús".[cita requerida]
Como experimento, se registró lo que se convertiría en su canción más popular para la fecha, entre la fusión de salsa y merengue: "Juan en la Ciudad", en la que Cruz adapta y narra la parábola del hijo pródigo. Se convirtió en un gran éxito en los mercados latinos en los Estados Unidos y en América Latina.[cita requerida]

## Salsa cristiana
Aplicar un enfoque religioso a su música no fue fácil, Ray y Cruz perdieron muchos de sus fanes y encontraron oposición entre los miembros de su propia fe cuando se propuso la idea hacer Salsa Cristiana, que era su terreno. Poco a poco empezaron a recuperar la confianza de sus fanes y compañeros cristianos, cuando grabaron canciones de salsa con un mensaje religioso. Sin embargo, en cuanto a concentrarse en sus ministerios religiosos, Ray y Cruz decidieron grabar una última canción "secular" de salsa juntos: "Adiós a la Salsa", fue un homenaje de despedida al estilo de música que les dio la fama y fortuna.
Ray y Cruz fundaron más de 20 iglesias cristianas desde el momento en que se retiraron de la música popular, que duró alrededor de 16 años. Sin embargo, los fanes de la salsa constantemente los han presionado a volver a trabajar juntos. Después de una considerable resistencia, Cruz y Ray regalaron a sus aficionados un concierto excepcional y tuvieron un impresionante retorno a la música en Puerto Rico, Miami y Nueva York. Aun cuando se especifica que estas presentaciones en conjunto iban a ser esporádicas y ocasionales, la demanda popular por su música se mantuvo constante. Cambiaron las letras de algunas de sus viejas canciones para reflejar sus creencias religiosas, en particular, sus antiguos éxitos "Agúzate" (donde las referencias originales a la Santería dieron paso a las del Espíritu Santo) y "Lluvia" (donde una inocua referencia a quedar atrapados en la lluvia se convirtió en una petición que sugiere al oyente tomar el camino del cristianismo).
En 1996, Cruz publicó un libro titulado "Cuando Era Un Niño". En 1999, Richie Ray y Bobby Cruz celebraron un concierto en el Coliseo Rubén Rodríguez de Bayamón, PR, donde cantaron algunos de sus primeros éxitos, junto con algunas de sus canciones religiosas. El resultado fue tan impresionante que se les ofreció un contrato por Universal Records para grabar sus conciertos.

## Años posteriores
En el 2000, Ray y Cruz y dieron una serie de conciertos en la Sala Antonio Paoli en el Luis A. Ferré Fine Arts Center en San Juan. Fueron los principales homenajeados en el Día Nacional de Puerto Rico de la salsa en Bayamón. En 2002, Bobby Cruz y Richie Ray fueron incluidos en el International Latin Music Hall of Fame.
En 2006, presentó un álbum que reunía salseros y artistas del género del reguetón en un proyecto que tituló Dos Géneros, Dos Generaciones, realizando nuevas versiones de sus canciones conocidas, como «Escribas y Fariseos» junto a Lil Pito, siendo el sencillo del álbum «Tu con lo tuyo y yo con lo mío», una canción que presentaba un debate entre Bobby y Tony Vega defendiendo la Salsa y Alex Zurdo y Bengie por el lado urbano.
Ray y Cruz actualmente siguen con su música y sus ministerios evangélicos. Ray de vez en cuando toca jazz latino, como parte de la experimentación musical de la Orquesta Experimental de colectivos. El 16 de agosto de 2008, Richie Ray y Bobby Cruz celebraron 45 años en el negocio musical, con un concierto en el Coliseo José Miguel Agrelot.

## Curiosidades
- Todas las trompetas de su orquesta tienen un sonido tipo "sonora" (es decir, todas sus canciones tienen como pilar fundamental el toque de la trompeta en un estilo similar al usado por las denominadas "Sonoras"), que recuerda el de la Sonora Matancera. Esto ha sido considerado por el fundador de esa orquesta Rogelio Martínez como "el mejor homenaje que la banda ha tenido siempre".

- Inadvertidos, Ray y Cruz popularizaron el término "salsa", para referirse a este estilo de música, cuando en una gira por Venezuela, el reconocido locutor Phidias Danilo Escalona les pidió que definieran con palabras el estilo tan único de su música. Ellos dijeron: "Nuestra música es como el ketchup, la salsa de tomate, que se le echa a las hamburguesas para que le den sabor". Y fue así como Escalona les dijo: "La música de ustedes es salsa. De hoy en adelante la llamaremos salsa". Y desde ese momento un nuevo género se agregó a la música latina, la "salsa", en 1968.[6]

- Bobby desde pequeño sintió una gran atracción hacia la música, su gran diversión era cantarles a los chivos de su humilde vivienda, y cuando terminaba su actuación, saludaba a los chivos, diciéndoles: "Muchas gracias, muy agradecido".

## Congos de Oro
Otorgado en el Festival de Orquestas del Carnaval de Barranquilla:
| Año  | Trabajo nominado        | Categoría | Resultado |
| ---- | ----------------------- | --------- | --------- |
| 2006 | Richie Ray & Bobby Cruz | Salsa     | Ganador   |
| 2010 | Richie Ray & Bobby Cruz | Salsa     | Ganador   |